# Ctenophora (Ctenophora) apicata
Ctenophora (Ctenophora) apicata is een tweevleugelige uit de familie langpootmuggen (Tipulidae). De soort komt voor in het Nearctisch gebied.